# Nordals, Sundals och Valbo tingslag
Nordals, Sundals och Valbo tingslag var mellan 1948 och 1969 ett tingslag i Älvsborgs län och i Nordals, Sundals och Valbo domsaga. Tingslaget omfattade Nordals härad, Sundals härad och Valbo härad. Tingsplatser var Mellerud och Tångelanda
Tingslaget bildades 1948 av Nordals och Sundals tingslag och Valbo tingslag. Det uppgick 1 januari 1970 i  Vänersborgs domsagas tingslag. 